# Primera División de Venezuela 2014-15
La temporada 2014-15 de la Primera División de Venezuela (conocida por motivos de patrocinio como Liga Movistar) fue la 59ª edición de la Primera División de Venezuela desde su creación en 1957. El torneo lo organizó la Federación Venezolana de Fútbol (FVF).
Un total de 18 equipos participaron en la competición, incluyendo 16 equipos de la temporada anterior y 2 que ascendieron de la Segunda División Venezolana 2013-14. Los dos últimos equipos posicionados en la tabla acumulada descendieron a la Segunda División de Venezuela.
El campeón defensor es el Zamora FC quien obtuvo su segundo título luego de sumar un global de 4 goles contra 3 del CD Mineros de Guayana como resultado de los partidos de ida y vuelta de la "Gran Final" con marcadores de (4 - 1) el día 18 de mayo del 2014 en el Estadio Agustín Tovar de la ciudad de Barinas y de (2 - 0) el día 25 de mayo del 2014 en el CTE Cachamay de Ciudad Guayana.

## Aspectos generales

### Modalidad
El campeonato de Primera División constará de dos Torneos: Apertura y Clausura y una Fase Final. Los Torneos de Apertura 2014 y Clausura 2015 de Primera División se jugarán en un solo grupo de 18 equipos, todos contra todos a una vuelta cada uno, con tabla de clasificación independiente. 
En el Apertura 2014 se disputarán 17 jornadas en partidos considerados de ida. En el Clausura 2015 se disputarán 17 jornadas en partidos considerados de vuelta. Si en el Apertura 2014 y Clausura 2015 existe el mismo ganador, se le declarará automáticamente campeón de la Primera División de Venezuela y el subcampeón resultaría quién consiga la segunda posición de una Tabla Acumulada elaborada con la suma de los puntos obtenidos en ambos torneos.
La Serie de Campeones, es disputada por el campeón de los torneos Apertura y Clausura en juegos de ida y vuelta, que determinará el campeón de la Primera División y clasificado a la SuperCopa.
En la Serie Pre-Sudamericana se disputarán el tercer y cuarto cupo de la Copa Sudamericana. Dicha serie estará integrada por los ocho equipos mejor clasificados en la Tabla Acumulada que no opten a jugar la Copa Libertadores o hayan obtenido el primer y segundo cupo de la Copa Sudamericana.

### Clasificación a torneos continentales
La clasificación a las distintas Copas Internacionales será de la siguiente manera:
| Venezuela 1 | Campeón Torneo Apertura      |
| Venezuela 2 | Campeón Torneo Clausura      |
| Venezuela 3 | Mejor puesto Tabla Acumulada |

| Venezuela 1 | Campeón Copa Venezuela 2014                              |
| Venezuela 2 | Mejor puesto Tabla Acumulada                             |
| Venezuela 3 | Finalista de la Serie Pre-Sudamericana con mejor puntaje |
| Venezuela 4 | Finalista de la Serie Pre-Sudamericana                   |

## Equipos participantes

### Equipos porregión
| Región                   | N.º | Equipos                                                                                  |
| ------------------------ | --- | ---------------------------------------------------------------------------------------- |
| Región Capital           | 5   | Atlético Venezuela, Caracas FC, Deportivo Petare, Metropolitanos FC, Deportivo La Guaira |
| Región Central           | 2   | Aragua, Carabobo FC                                                                      |
| Región Guayana           | 2   | CD Mineros de Guayana, Tucanes FC                                                        |
| Región de los Andes      | 4   | Deportivo Táchira, Estudiantes de Mérida, Trujillanos FC, Zamora FC                      |
| Región Centro Occidental | 3   | Deportivo Lara, Llaneros FC, Portuguesa FC                                               |
| Región Nor-Oriental      | 1   | Deportivo Anzoátegui SC                                                                  |
| Región Zuliana           | 1   | Zulia FC                                                                                 |

### Relevos temporada anterior
| Club              | Ascendido como                      |
| ----------------- | ----------------------------------- |
| Portuguesa FC     | Campeón Segunda División 2013-14    |
| Metropolitanos FC | Subcampeón Segunda División 2013-14 |

| Club              | Descendido como              |
| ----------------- | ---------------------------- |
| Atlético El Vigía | 17° Primera División 2013-14 |
| Yaracuyanos FC    | 18° Primera División 2013-14 |

### Información de los equipos
| Club                                      | Ciudad          | Entrenador            | Estadio                      | Temp. | Campeón  |
| ----------------------------------------- | --------------- | --------------------- | ---------------------------- | ----- | -------- |
| Deportivo Lara                            | Cabudare        | Rafael Dudamel        | Metropolitano de Cabudare    | 6     | 1 vez    |
| Aragua Fútbol Club                        | Maracay         | Manuel Plasencia      | Hermanos Ghersi              | 10    | —        |
| Atlético Venezuela Club de Fútbol         | Caracas         | José Hernández        | Brígido Iriarte              | 4     | —        |
| Carabobo Fútbol Club                      | Valencia        | Johnny Ferreira       | Polideportivo Misael Delgado | 16    | —        |
| Caracas Fútbol Club                       | Caracas         | Eduardo Saragó        | Olímpico de la UCV           | 31    | 11 veces |
| Club Deportivo Mineros de Guayana         | Ciudad Guayana  | Marcos Mathías        | CTE Cachamay                 | 33    | 1 vez    |
| Deportivo Anzoátegui Sport Club           | Puerto La Cruz  | Ruberth Morán         | José Antonio Anzoátegui      | 8     | —        |
| Deportivo La Guaira                       | Caracas         | Leonardo González     | Olímpico de la UCV           | 6     | —        |
| Deportivo Petare Fútbol Club              | Caracas         | Jhon Giraldo          | Olímpico de la UCV           | 52    | 5 veces  |
| Deportivo Táchira Fútbol Club             | San Cristóbal   | Daniel Farías         | Pueblo Nuevo                 | 42    | 7 veces  |
| Estudiantes de Mérida Fútbol Club         | Mérida          | Francisco Moreno      | Metropolitano de Mérida      | 43    | 2 veces  |
| Llaneros de Guanare Fútbol Club           | Guanare         | Fabio Espada          | Rafael Calles Pinto          | 16    | —        |
| Metropolitanos Fútbol Club                | Caracas         | Hugo Savarese         | Brígido Iriarte              | 1     | —        |
| Trujillanos Fútbol Club                   | Valera          | Horacio Matuszyczk    | José Alberto Pérez           | 24    | —        |
| Tucanes de Amazonas Fútbol Club           | Puerto Ayacucho | Darío Martínez        | Antonio José de Sucre        | 3     | —        |
| Portuguesa Fútbol Club                    | Araure          | Franceso Stifano      | José Antonio Paez            | 29    | 5 veces  |
| Zamora Fútbol Club                        | Barinas         | Julio Quintero        | Agustín Tovar                | 9     | 2 veces  |
| Zulia Fútbol Club                         | Maracaibo       | Carlos Horacio Moreno | José Encarnación Romero      | 7     | --       |
| Datos actualizados el 6 de enero de 2014. |                 |                       |                              |       |          |

## Clasificación de equipos
|                                           |     | Equipos de fútbol     |  | PJ | G  | E  | P  | GF | GC | Dif | Pts |
| ----------------------------------------- | --- | --------------------- |  | -- | -- | -- | -- | -- | -- | --- | --- |
|                                           | 1.  | Caracas FC            |  | 34 | 21 | 7  | 6  | 56 | 27 | +29 | 70  |
|                                           | 2.  | Deportivo Táchira (C) |  | 34 | 19 | 7  | 8  | 64 | 33 | +31 | 64  |
|                                           | 3.  | Deportivo La Guaira   |  | 34 | 17 | 8  | 9  | 48 | 33 | +15 | 59  |
|                                           | 4.  | Deportivo Anzoátegui  |  | 34 | 17 | 7  | 10 | 59 | 38 | +21 | 58  |
|                                           | 5.  | Zamora FC             |  | 34 | 16 | 10 | 8  | 48 | 33 | +15 | 58  |
|                                           | 6.  | Trujillanos FC        |  | 34 | 16 | 8  | 10 | 42 | 35 | +7  | 56  |
|                                           | 7.  | Aragua FC             |  | 34 | 15 | 8  | 11 | 55 | 47 | +8  | 53  |
|                                           | 8.  | Deportivo Lara        |  | 34 | 12 | 16 | 6  | 47 | 36 | +11 | 52  |
|                                           | 9.  | Mineros de Guayana    |  | 34 | 13 | 11 | 10 | 43 | 39 | +4  | 50  |
|                                           | 10. | Tucanes de Amazonas   |  | 34 | 10 | 11 | 13 | 22 | 41 | -19 | 41  |
|                                           | 11. | Atlético Venezuela    |  | 34 | 9  | 12 | 13 | 31 | 35 | -4  | 39  |
|                                           | 12. | Carabobo FC           |  | 34 | 9  | 12 | 13 | 41 | 46 | -5  | 39  |
|                                           | 13. | Estudiantes de Mérida |  | 34 | 12 | 10 | 12 | 38 | 42 | -4  | 37  |
|                                           | 14. | Metropolitanos FC     |  | 34 | 8  | 10 | 16 | 37 | 55 | -18 | 34  |
|                                           | 15. | Zulia FC              |  | 34 | 8  | 8  | 18 | 26 | 45 | -19 | 32  |
|                                           | 16. | Deportivo Petare      |  | 34 | 6  | 11 | 15 | 15 | 31 | -16 | 28  |
|                                           | 17. | Llaneros de Guanare   |  | 34 | 7  | 5  | 22 | 36 | 62 | -26 | 26  |
|                                           | 18. | Portuguesa FC         |  | 34 | 4  | 11 | 19 | 28 | 58 | -30 | 23  |
| Datos actualizados al: 6 de mayo de 2015. |     |                       |  |    |    |    |    |    |    |     |     |

Pts = Puntos; PJ = Partidos jugados; G = Partidos ganados; E = Partidos empatados; P = Partidos perdidos; GF = Goles anotados; GC = Goles recibidos; Dif = Diferencia de goles
|  | Clasificado para la fase de grupos de la Copa Libertadores 2016 como Venezuela 1                                                        |
|  | Clasificado para la fase de grupos de la Copa Libertadores 2016 como Venezuela 2                                                        |
|  | Clasificado para primera fase de la Copa Libertadores 2016 como Venezuela 3                                                             |
|  | Clasificado para la primera fase de la Copa Sudamericana 2015 como Venezuela 1                                                          |
|  | Clasificado para la primera fase de la Copa Sudamericana 2015 como Venezuela 2                                                          |
|  | En zona para la Serie Pre-Sudamericana                                                                                                  |
|  | Finalistas de la Serie Pre-Sudamericana y Clasificados para la primera fase de la Copa Sudamericana 2015 como Venezuela 3 y Venezuela 4 |

| (C) Campeón Absoluto |

### Evolución de la clasificación
| Equipo / Jornada | 1  | 2  | 3  | 4  | 5  | 6  | 7  | 8  | 9  | 10 | 11 | 12 | 13 | 14 | 15 | 16 | 17 |  | 1  | 2  | 3  | 4  | 5  | 6  | 7  | 8  | 9  | 10 | 11 | 12 | 13 | 14 | 15 | 16 | 17 |
| Equipo / Jornada |    |    |    |    |    |    |    |    |    |    |    |    |    |    |    |    |    |  |    |    |    |    |    |    |    |    |    |    |    |    |    |    |    |    |    |
| ---------------- | -- | -- | -- | -- | -- | -- | -- | -- | -- | -- | -- | -- | -- | -- | -- | -- | -- |  | -- | -- | -- | -- | -- | -- | -- | -- | -- | -- | -- | -- | -- | -- | -- | -- | -- |
| Caracas FC       | 16 | 7  | 9  | 10 | 6  | 9  | 11 | 7  | 9  | 4  | 6  | 4  | 4  | 3  | 3  | 3  | 3  |  | 3  | 2  | 1  | 1  | 2  | 2  | 2  | 1  | 1  | 1  | 1  | 1  | 1  | 1  | 1  | 2  | 2  |
| Dvo. Táchira     | 1  | 1  | 1  | 1  | 1  | 1  | 1  | 1  | 1  | 1  | 2  | 5  | 5  | 5  | 8  | 9  | 11 |  | 11 | 6  | 6  | 7  | 7  | 8  | 8  | 8  | 8  | 8  | 8  | 8  | 6  | 5  | 5  | 1  | 1  |
| Dvo. La Guaira   | 2  | 2  | 7  | 9  | 3  | 2  | 2  | 3  | 2  | 2  | 1  | 1  | 1  | 2  | 1  | 2  | 2  |  | 2  | 1  | 2  | 2  | 1  | 1  | 1  | 3  | 3  | 2  | 3  | 3  | 2  | 2  | 2  | 4  | 3  |
| Dvo. Anzoátegui  | 12 | 16 | 11 | 13 | 7  | 7  | 4  | 5  | 4  | 5  | 3  | 6  | 8  | 7  | 5  | 6  | 5  |  | 5  | 5  | 5  | 5  | 4  | 3  | 4  | 2  | 2  | 3  | 5  | 2  | 3  | 3  | 3  | 3  | 4  |
| Zamora FC        | 11 | 12 | 14 | 12 | 11 | 15 | 15 | 18 | 18 | 18 | 18 | 18 | 16 | 13 | 12 | 12 | 12 |  | 12 | 9  | 7  | 6  | 6  | 6  | 6  | 6  | 5  | 7  | 7  | 6  | 5  | 6  | 6  | 5  | 5  |
| Trujillanos FC   | 3  | 8  | 10 | 11 | 12 | 8  | 8  | 10 | 7  | 7  | 4  | 2  | 2  | 1  | 2  | 1  | 1  |  | 1  | 3  | 4  | 4  | 5  | 5  | 5  | 4  | 6  | 4  | 2  | 4  | 4  | 4  | 4  | 6  | 6  |
| Aragua FC        | 13 | 14 | 15 | 17 | 18 | 13 | 13 | 13 | 8  | 9  | 9  | 7  | 7  | 6  | 4  | 4  | 4  |  | 4  | 4  | 3  | 3  | 3  | 4  | 3  | 5  | 4  | 6  | 4  | 5  | 8  | 8  | 8  | 7  | 7  |
| Deportivo Lara   | 9  | 10 | 16 | 14 | 13 | 12 | 9  | 11 | 12 | 11 | 11 | 9  | 6  | 8  | 7  | 7  | 8  |  | 7  | 10 | 9  | 10 | 10 | 7  | 7  | 7  | 7  | 5  | 6  | 7  | 7  | 7  | 7  | 8  | 8  |
| Mineros          | 7  | 5  | 3  | 5  | 8  | 10 | 12 | 8  | 11 | 10 | 10 | 12 | 10 | 9  | 9  | 10 | 6  |  | 8  | 8  | 10 | 9  | 8  | 9  | 9  | 10 | 9  | 9  | 9  | 9  | 9  | 9  | 9  | 9  | 9  |
| Tucanes          | 10 | 11 | 5  | 2  | 2  | 3  | 3  | 2  | 3  | 3  | 5  | 3  | 3  | 4  | 6  | 5  | 7  |  | 6  | 7  | 8  | 8  | 9  | 10 | 12 | 11 | 11 | 12 | 13 | 10 | 10 | 10 | 10 | 10 | 10 |
| Atl. Venezuela   | 18 | 9  | 13 | 4  | 5  | 6  | 7  | 9  | 6  | 6  | 8  | 11 | 12 | 12 | 13 | 13 | 13 |  | 13 | 13 | 13 | 11 | 11 | 13 | 13 | 12 | 12 | 13 | 12 | 12 | 13 | 13 | 11 | 12 | 11 |
| Carabobo FC      | 8  | 13 | 6  | 6  | 9  | 4  | 5  | 4  | 5  | 8  | 7  | 8  | 9  | 10 | 10 | 11 | 9  |  | 9  | 11 | 12 | 13 | 12 | 11 | 10 | 9  | 10 | 11 | 11 | 13 | 12 | 12 | 12 | 11 | 12 |
| Estudiantes      | 5  | 4  | 2  | 3  | 4  | 5  | 6  | 6  | 10 | 12 | 12 | 10 | 11 | 11 | 11 | 8  | 10 |  | 10 | 12 | 11 | 12 | 13 | 12 | 11 | 13 | 13 | 10 | 10 | 11 | 11 | 11 | 13 | 13 | 13 |
| Metropolitanos   | 17 | 15 | 17 | 18 | 17 | 17 | 16 | 14 | 15 | 15 | 13 | 13 | 13 | 14 | 14 | 14 | 14 |  | 14 | 14 | 14 | 16 | 16 | 17 | 16 | 17 | 15 | 15 | 15 | 14 | 14 | 14 | 14 | 14 | 14 |
| Zulia FC         | 15 | 18 | 18 | 15 | 15 | 16 | 17 | 15 | 16 | 16 | 16 | 17 | 18 | 17 | 18 | 18 | 17 |  | 17 | 15 | 17 | 17 | 17 | 15 | 15 | 15 | 14 | 14 | 14 | 15 | 15 | 15 | 15 | 15 | 15 |
| Dvo. Petare      | 4  | 3  | 8  | 8  | 14 | 14 | 14 | 17 | 17 | 17 | 17 | 16 | 17 | 18 | 17 | 15 | 15 |  | 16 | 17 | 16 | 15 | 15 | 14 | 14 | 14 | 16 | 16 | 16 | 16 | 16 | 16 | 16 | 16 | 16 |
| Llaneros         | 14 | 17 | 12 | 16 | 16 | 18 | 18 | 16 | 13 | 13 | 15 | 15 | 14 | 15 | 15 | 16 | 16 |  | 15 | 16 | 15 | 14 | 14 | 16 | 17 | 16 | 17 | 18 | 17 | 17 | 17 | 17 | 17 | 17 | 17 |
| Portuguesa FC    | 6  | 6  | 4  | 7  | 10 | 11 | 10 | 12 | 14 | 14 | 14 | 14 | 15 | 16 | 16 | 17 | 18 |  | 18 | 18 | 18 | 18 | 18 | 18 | 18 | 18 | 18 | 17 | 18 | 18 | 18 | 18 | 18 | 18 | 18 |

## Serie Pre-Sudamericana
La Serie Pre-Sudamericana se jugará a mediados de mayo, donde ocho clubes jugarán por dos cupos a la Copa Sudamericana 2015. El local en la ida se encuentra en la línea de abajo, el local en la vuelta está en la línea de arriba.
|  | Cuartos de final      | Cuartos de final   | Cuartos de final |       |                | Semifinales     | Semifinales     | Semifinales     |  |  | Final                                    | Final                                    | Final                                    |
|  | 10 y 13 de mayo       | 10 y 13 de mayo    | 10 y 13 de mayo  |       |                | 17 y 20 de mayo | 17 y 20 de mayo | 17 y 20 de mayo |  |  | Clasificados a la Copa Sudamericana 2015 | Clasificados a la Copa Sudamericana 2015 | Clasificados a la Copa Sudamericana 2015 |
|  |                       |                    |                  |       |                |                 |                 |                 |  |  |                                          |                                          |                                          |
|  | Zamora FC             | 2                  | 4                |       |                |                 |                 |                 |  |  |                                          |                                          |                                          |
|  | Estudiantes de Mérida | 1                  | 2                |       |                |                 |                 |                 |  |  |                                          |                                          |                                          |
|  | Estudiantes de Mérida | 1                  | 2                |       | Zamora FC      | 3               | 3               |                 |  |  |                                          |                                          |                                          |
|  |                       |                    |                  |       | Zamora FC      | 3               | 3               |                 |  |  |                                          |                                          |                                          |
|  |                       | Mineros de Guayana | 2                | 2     |                |                 |                 |                 |  |  |                                          |                                          |                                          |
|  | Mineros de Guayana    | Mineros de Guayana | 2                | 2     | 0              | 3               |                 |                 |  |  |                                          |                                          |                                          |
|  | Mineros de Guayana    |                    |                  |       | 0              | 3               |                 |                 |  |  |                                          |                                          |                                          |
|  | Tucanes de Amazonas   | 0                  | 0                |       |                |                 |                 |                 |  |  |                                          |                                          |                                          |
|  |                       |                    |                  |       |                |                 |                 |                 |  |  | Zamora FC                                |                                          |                                          |
|  |                       |                    | Carabobo FC      |       |                |                 |                 |                 |  |  |                                          |                                          |                                          |
|  | Deportivo Lara        | 0                  | 2                |       |                |                 |                 |                 |  |  |                                          |                                          |                                          |
|  | Atlético Venezuela    | 1                  | 0                |       |                |                 |                 |                 |  |  |                                          |                                          |                                          |
|  | Atlético Venezuela    | 1                  | 0                |       | Deportivo Lara | 0               | 1 (1)           |                 |  |  |                                          |                                          |                                          |
|  |                       |                    |                  |       | Deportivo Lara | 0               | 1 (1)           |                 |  |  |                                          |                                          |                                          |
|  |                       | Carabobo FC        | 1                | 0 (3) |                |                 |                 |                 |  |  |                                          |                                          |                                          |
|  | Aragua FC             | Carabobo FC        | 1                | 0 (3) | 0              | 0               |                 |                 |  |  |                                          |                                          |                                          |
|  | Aragua FC             |                    |                  |       | 0              | 0               |                 |                 |  |  |                                          |                                          |                                          |
|  | Carabobo FC           | 1                  | 0                |       |                |                 |                 |                 |  |  |                                          |                                          |                                          |

### Primera fase
| 10 de mayo de 2015,16:00 | Estudiantes de Mérida | 1:2 | Zamora FC                             | Estadio Metropolitano de Mérida, Mérida                 |                                                         |
|                          | Over García 43' (p)   |     | Jhoan Arenas 32' · César Martínez 61' | Asistencia: 1.876 espectadores Árbitro(s): Mayker Gómez | Asistencia: 1.876 espectadores Árbitro(s): Mayker Gómez |

| 13 de mayo de 2015,19:30 | Zamora FC                                                     | 4:2 | Estudiantes de Mérida               | Estadio Agustín Tovar, Barinas |                          |
|                          | Johan Moreno 10' 34' · Ricardo Clarke 82' · Luis Vargas 90+1' |     | César Alzáte 20' · Richard Lobo 55' | Árbitro(s): Juan Cabezas       | Árbitro(s): Juan Cabezas |

| 10 de mayo de 2015,15:00 | Tucanes de Amazonas | 0:0 | Mineros de Guayana | Estadio Antonio José de Sucre, Puerto Ayacucho            |  |
|                          |                     |     |                    | Asistencia: 3.236 espectadores Árbitro(s): José Luis Hoyo |  |

| 13 de mayo de 2015,19:00 | Mineros de Guayana         | 3:0 | Tucanes de Amazonas | CTE Cachamay, Ciudad Guayana                                |                                                             |
|                          | Richard Blanco 11' 75' 87' |     |                     | Asistencia: 2.164 espectadores Árbitro(s): Jesús Valenzuela | Asistencia: 2.164 espectadores Árbitro(s): Jesús Valenzuela |

| 10 de mayo de 2015,16:00 | Atlético Venezuela  | 1:0 | Deportivo Lara | Estadio Brígido Iriarte, Caracas                      |                                                       |
|                          | Francisco Parra 58' |     |                | Asistencia: 315 espectadores Árbitro(s): Ramón Ortega | Asistencia: 315 espectadores Árbitro(s): Ramón Ortega |

| 13 de mayo de 2015,16:00 | Deportivo Lara         | 2:0 | Atlético Venezuela | Estadio Metropolitano de Lara, Cabudare                 |                                                         |
|                          | José Caraballo 11' 89' |     |                    | Asistencia: 867 espectadores Árbitro(s): Alexis Herrera | Asistencia: 867 espectadores Árbitro(s): Alexis Herrera |

| 10 de mayo de 2015,15:30 | Carabobo FC        | 1:0 | Aragua FC | Polideportivo Misael Delgado, Valencia                   |                                                          |
|                          | Aquiles Ocanto 20' |     |           | Asistencia: 2.581 espectadores Árbitro(s): Ángel Arteaga | Asistencia: 2.581 espectadores Árbitro(s): Ángel Arteaga |

| 13 de mayo de 2015,19:30 | Aragua FC | 0:0 | Carabobo FC | Estadio Olímpico Hermanos Ghersi Páez, Maracay            |  |
|                          |           |     |             | Asistencia: 2.579 espectadores Árbitro(s): José Luis Hoyo |  |

### Segunda fase
| 17 de mayo de 2015,16:00 | Mineros de Guayana      | 2:3 | Zamora FC                                                 | CTE Cachamay, Ciudad Guayana                              |                                                           |
|                          | Zamir Valoyes 45+1' 62' |     | Jhoan Arenas 8' · Ricardo Clarke 84' · Ynmer González 86' | Asistencia: 2.682 espectadores Árbitro(s): Alexis Herrera | Asistencia: 2.682 espectadores Árbitro(s): Alexis Herrera |

| 20 de mayo de 2015,19:00 | Zamora FC                                     | 3:2 | Mineros de Guayana                     | Estadio Agustín Tovar, Barinas                         |                                                        |
|                          | Yeferson Soteldo 65' 87' · Ynmer González 85' |     | Richard Blanco 81' · James Cabezas 83' | Asistencia: 4.575 espectadores Árbitro(s): José Argote | Asistencia: 4.575 espectadores Árbitro(s): José Argote |

| 17 de mayo de 2015,15:30 | Carabobo FC      | 1:0 | Deportivo Lara | Polideportivo Misael Delgado, Valencia                   |                                                          |
|                          | Angel Nieves 80' |     |                | Asistencia: 3.574 espectadores Árbitro(s): Kevin Sánchez | Asistencia: 3.574 espectadores Árbitro(s): Kevin Sánchez |

| 20 de mayo de 2015,19:00 | Deportivo Lara                                                     | 1:0 (1:3 p.)               | Carabobo FC                                                    | Estadio Metropolitano de Lara, Cabudare              |                                                      |
|                          | César González 10'                                                 |                            |                                                                | Asistencia: 1.880 espectadores Árbitro(s): Juan Soto | Asistencia: 1.880 espectadores Árbitro(s): Juan Soto |
|                          |                                                                    | Tiros desde el punto penal |                                                                |                                                      |                                                      |
|                          | José Manuel Rey · Júnior Moreno · Jhon Chancellor · Vicente Suanno |                            | Aquiles Ocanto · Carlos Suárez · Jesus Quintero · Gleider Caro |                                                      |                                                      |

## Final
La final de la temporada 2014–2015 del fútbol nacional se jugará con el formato de ida y vuelta. Ambos partidos tendrán transmisión televisiva de DirecTV Sports, TVES, TeleAragua en Compartido con TVR para la ida y en Compartido con Meridiano TV para la Vuelta. 

### Ida
| 12    | Guardameta     | Leandro Díaz       |     |
| 6     | Defensa        | Manuel Granados    |     |
| 23    | Defensa        | Luiryi Erazo       |     |
| 4     | Defensa        | Johan Osorio       |     |
| 14    | Defensa        | Mayker González    | 90' |
| 15    | Centrocampista | Maurice Cova       |     |
| 8     | Centrocampista | Gerardo Mendoza    | 64' |
| 10    | Centrocampista | Járol Herrera      |     |
| 3     | Centrocampista | Carlos Sosa        |     |
| 9     | Delantero      | Sergio Álvarez     | 65' |
| 18    | Delantero      | Alfredo Padilla    |     |
| D. T. | D. T.          | Horacio Matuszyczk |     |

| 13    | Guardameta     | Alan Liebeskind  |       |
| 2     | Defensa        | Carlos Rivero    |       |
| 23    | Defensa        | Carlos Salazar   |       |
| 19    | Defensa        | Javier López     |       |
| 21    | Defensa        | Yúber Mosquera   |       |
| 3     | Centrocampista | Carlos Lujano    |       |
| 16    | Centrocampista | Juan Carlos Mora |       |
| 24    | Centrocampista | Carlos Cermeño   |       |
| 11    | Centrocampista | César González   | 90+3' |
| 10    | Centrocampista | Yohandry Orozco  | 77'   |
| 17    | Delantero      | José Alí Meza    | 70'   |
| D. T. | D. T.          | Daniel Farías    |       |

| 6  | Centrocampista | Raul Vallona  | 64' |
| 24 | Delantero      | Irwin Antón   | 65' |
| 2  | Defensa        | Carlos Castro | 90' |

| 9 | Delantero      | Gelmin Rivas      | 70'   |
| 7 | Delantero      | José Miguel Reyes | 77'   |
| 6 | Centrocampista | Ágnel Flores      | 90+3' |

| 23' · 77' | Luiryi Erazo Irwin Antón |

| 65' | Carlos Salazar |

| Principal  | Jesús Valenzuela |
| Asistentes | Carlos López     |
|            | César Archila    |
| Cuarto     | Kevin Sánchez    |
| Quinto     | Adilson Urbina   |

| 12    | Guardameta     | Leandro Díaz       |     |
| 6     | Defensa        | Manuel Granados    |     |
| 23    | Defensa        | Luiryi Erazo       |     |
| 4     | Defensa        | Johan Osorio       |     |
| 14    | Defensa        | Mayker González    | 90' |
| 15    | Centrocampista | Maurice Cova       |     |
| 8     | Centrocampista | Gerardo Mendoza    | 64' |
| 10    | Centrocampista | Járol Herrera      |     |
| 3     | Centrocampista | Carlos Sosa        |     |
| 9     | Delantero      | Sergio Álvarez     | 65' |
| 18    | Delantero      | Alfredo Padilla    |     |
| D. T. | D. T.          | Horacio Matuszyczk |     |

| 13    | Guardameta     | Alan Liebeskind  |       |
| 2     | Defensa        | Carlos Rivero    |       |
| 23    | Defensa        | Carlos Salazar   |       |
| 19    | Defensa        | Javier López     |       |
| 21    | Defensa        | Yúber Mosquera   |       |
| 3     | Centrocampista | Carlos Lujano    |       |
| 16    | Centrocampista | Juan Carlos Mora |       |
| 24    | Centrocampista | Carlos Cermeño   |       |
| 11    | Centrocampista | César González   | 90+3' |
| 10    | Centrocampista | Yohandry Orozco  | 77'   |
| 17    | Delantero      | José Alí Meza    | 70'   |
| D. T. | D. T.          | Daniel Farías    |       |

| 6  | Centrocampista | Raul Vallona  | 64' |
| 24 | Delantero      | Irwin Antón   | 65' |
| 2  | Defensa        | Carlos Castro | 90' |

| 9 | Delantero      | Gelmin Rivas      | 70'   |
| 7 | Delantero      | José Miguel Reyes | 77'   |
| 6 | Centrocampista | Ágnel Flores      | 90+3' |

| 23' · 77' | Luiryi Erazo Irwin Antón |

| 65' | Carlos Salazar |

| Principal  | Jesús Valenzuela |
| Asistentes | Carlos López     |
|            | César Archila    |
| Cuarto     | Kevin Sánchez    |
| Quinto     | Adilson Urbina   |

| 12    | Guardameta     | Leandro Díaz       |     |
| 6     | Defensa        | Manuel Granados    |     |
| 23    | Defensa        | Luiryi Erazo       |     |
| 4     | Defensa        | Johan Osorio       |     |
| 14    | Defensa        | Mayker González    | 90' |
| 15    | Centrocampista | Maurice Cova       |     |
| 8     | Centrocampista | Gerardo Mendoza    | 64' |
| 10    | Centrocampista | Járol Herrera      |     |
| 3     | Centrocampista | Carlos Sosa        |     |
| 9     | Delantero      | Sergio Álvarez     | 65' |
| 18    | Delantero      | Alfredo Padilla    |     |
| D. T. | D. T.          | Horacio Matuszyczk |     |

| 13    | Guardameta     | Alan Liebeskind  |       |
| 2     | Defensa        | Carlos Rivero    |       |
| 23    | Defensa        | Carlos Salazar   |       |
| 19    | Defensa        | Javier López     |       |
| 21    | Defensa        | Yúber Mosquera   |       |
| 3     | Centrocampista | Carlos Lujano    |       |
| 16    | Centrocampista | Juan Carlos Mora |       |
| 24    | Centrocampista | Carlos Cermeño   |       |
| 11    | Centrocampista | César González   | 90+3' |
| 10    | Centrocampista | Yohandry Orozco  | 77'   |
| 17    | Delantero      | José Alí Meza    | 70'   |
| D. T. | D. T.          | Daniel Farías    |       |

| 6  | Centrocampista | Raul Vallona  | 64' |
| 24 | Delantero      | Irwin Antón   | 65' |
| 2  | Defensa        | Carlos Castro | 90' |

| 9 | Delantero      | Gelmin Rivas      | 70'   |
| 7 | Delantero      | José Miguel Reyes | 77'   |
| 6 | Centrocampista | Ágnel Flores      | 90+3' |

| 23' · 77' | Luiryi Erazo Irwin Antón |

| 65' | Carlos Salazar |

| Principal  | Jesús Valenzuela |
| Asistentes | Carlos López     |
|            | César Archila    |
| Cuarto     | Kevin Sánchez    |
| Quinto     | Adilson Urbina   |

| 12    | Guardameta     | Leandro Díaz       |     |
| 6     | Defensa        | Manuel Granados    |     |
| 23    | Defensa        | Luiryi Erazo       |     |
| 4     | Defensa        | Johan Osorio       |     |
| 14    | Defensa        | Mayker González    | 90' |
| 15    | Centrocampista | Maurice Cova       |     |
| 8     | Centrocampista | Gerardo Mendoza    | 64' |
| 10    | Centrocampista | Járol Herrera      |     |
| 3     | Centrocampista | Carlos Sosa        |     |
| 9     | Delantero      | Sergio Álvarez     | 65' |
| 18    | Delantero      | Alfredo Padilla    |     |
| D. T. | D. T.          | Horacio Matuszyczk |     |

| 13    | Guardameta     | Alan Liebeskind  |       |
| 2     | Defensa        | Carlos Rivero    |       |
| 23    | Defensa        | Carlos Salazar   |       |
| 19    | Defensa        | Javier López     |       |
| 21    | Defensa        | Yúber Mosquera   |       |
| 3     | Centrocampista | Carlos Lujano    |       |
| 16    | Centrocampista | Juan Carlos Mora |       |
| 24    | Centrocampista | Carlos Cermeño   |       |
| 11    | Centrocampista | César González   | 90+3' |
| 10    | Centrocampista | Yohandry Orozco  | 77'   |
| 17    | Delantero      | José Alí Meza    | 70'   |
| D. T. | D. T.          | Daniel Farías    |       |

| 6  | Centrocampista | Raul Vallona  | 64' |
| 24 | Delantero      | Irwin Antón   | 65' |
| 2  | Defensa        | Carlos Castro | 90' |

| 9 | Delantero      | Gelmin Rivas      | 70'   |
| 7 | Delantero      | José Miguel Reyes | 77'   |
| 6 | Centrocampista | Ágnel Flores      | 90+3' |

| 23' · 77' | Luiryi Erazo Irwin Antón |

| 65' | Carlos Salazar |

| Principal  | Jesús Valenzuela |
| Asistentes | Carlos López     |
|            | César Archila    |
| Cuarto     | Kevin Sánchez    |
| Quinto     | Adilson Urbina   |

### Vuelta
| 30    | Guardameta     | Alan Liebeskind |     |
| 18    | Defensa        | Gerzon Chacón   |     |
| 4     | Defensa        | Wilker Ángel    |     |
| 19    | Defensa        | Javier López    |     |
| 21    | Defensa        | Yúber Mosquera  |     |
| 6     | Centrocampista | Ágnel Flores    | 55' |
| 24    | Centrocampista | Carlos Cermeño  |     |
| 10    | Centrocampista | Yohandry Orozco | 81' |
| 11    | Centrocampista | César González  |     |
| 16    | Centrocampista | Jorge Rojas     |     |
| 9     | Delantero      | Gelmin Rivas    | 67' |
| D. T. | D. T.          | Daniel Farías   |     |

| 12    | Guardameta     | Leandro Díaz       |     |
| 6     | Defensa        | Manuel Granados    |     |
| 23    | Defensa        | Luiryi Erazo       |     |
| 4     | Defensa        | Johan Osorio       |     |
| 14    | Defensa        | Mayker González    |     |
| 8     | Centrocampista | Gerardo Mendoza    | 78' |
| 15    | Centrocampista | Maurice Cova       |     |
| 10    | Centrocampista | Járol Herrera      | 83' |
| 3     | Centrocampista | Carlos Sosa        |     |
| 20    | Delantero      | Irwin Antón        | 69' |
| 18    | Delantero      | Alfredo Padilla    |     |
| D. T. | D. T.          | Horacio Matuszyczk |     |

| 17 | Delantero | José Alí Meza | 55' |
| 14 | Delantero | Pablo Olivera | 67' |
| 3  | Defensa   | Carlos Lujano | 81' |

| 7 | Centrocampista | Argenis Gómez  | 69' |
| 9 | Delantero      | Sergio Álvarez | 78' |
| 5 | Centrocampista | Raul Vallona   | 83' |

| 75' | Jorge Rojas (p) | 1:0 |

| 17' · 54' · 64' · 90+4' | Carlos Cermeño Wilker Ángel Gerzon Chacón Carlos Lujano |

| 23' · 45' · 73' · 75' · 86' | Irwin Antón Mayker González Luiryi Erazo Gerardo Mendoza Manuel Granados |

| Principal  | José Argote    |
| Asistentes | Jorge Urrego   |
|            | Elbis Gómez    |
| Cuarto     | Marcos Suárez  |
| Quinto     | Ángel Sandoval |

| 30    | Guardameta     | Alan Liebeskind |     |
| 18    | Defensa        | Gerzon Chacón   |     |
| 4     | Defensa        | Wilker Ángel    |     |
| 19    | Defensa        | Javier López    |     |
| 21    | Defensa        | Yúber Mosquera  |     |
| 6     | Centrocampista | Ágnel Flores    | 55' |
| 24    | Centrocampista | Carlos Cermeño  |     |
| 10    | Centrocampista | Yohandry Orozco | 81' |
| 11    | Centrocampista | César González  |     |
| 16    | Centrocampista | Jorge Rojas     |     |
| 9     | Delantero      | Gelmin Rivas    | 67' |
| D. T. | D. T.          | Daniel Farías   |     |

| 12    | Guardameta     | Leandro Díaz       |     |
| 6     | Defensa        | Manuel Granados    |     |
| 23    | Defensa        | Luiryi Erazo       |     |
| 4     | Defensa        | Johan Osorio       |     |
| 14    | Defensa        | Mayker González    |     |
| 8     | Centrocampista | Gerardo Mendoza    | 78' |
| 15    | Centrocampista | Maurice Cova       |     |
| 10    | Centrocampista | Járol Herrera      | 83' |
| 3     | Centrocampista | Carlos Sosa        |     |
| 20    | Delantero      | Irwin Antón        | 69' |
| 18    | Delantero      | Alfredo Padilla    |     |
| D. T. | D. T.          | Horacio Matuszyczk |     |

| 17 | Delantero | José Alí Meza | 55' |
| 14 | Delantero | Pablo Olivera | 67' |
| 3  | Defensa   | Carlos Lujano | 81' |

| 7 | Centrocampista | Argenis Gómez  | 69' |
| 9 | Delantero      | Sergio Álvarez | 78' |
| 5 | Centrocampista | Raul Vallona   | 83' |

| 75' | Jorge Rojas (p) | 1:0 |

| 17' · 54' · 64' · 90+4' | Carlos Cermeño Wilker Ángel Gerzon Chacón Carlos Lujano |

| 23' · 45' · 73' · 75' · 86' | Irwin Antón Mayker González Luiryi Erazo Gerardo Mendoza Manuel Granados |

| Principal  | José Argote    |
| Asistentes | Jorge Urrego   |
|            | Elbis Gómez    |
| Cuarto     | Marcos Suárez  |
| Quinto     | Ángel Sandoval |

| 30    | Guardameta     | Alan Liebeskind |     |
| 18    | Defensa        | Gerzon Chacón   |     |
| 4     | Defensa        | Wilker Ángel    |     |
| 19    | Defensa        | Javier López    |     |
| 21    | Defensa        | Yúber Mosquera  |     |
| 6     | Centrocampista | Ágnel Flores    | 55' |
| 24    | Centrocampista | Carlos Cermeño  |     |
| 10    | Centrocampista | Yohandry Orozco | 81' |
| 11    | Centrocampista | César González  |     |
| 16    | Centrocampista | Jorge Rojas     |     |
| 9     | Delantero      | Gelmin Rivas    | 67' |
| D. T. | D. T.          | Daniel Farías   |     |

| 12    | Guardameta     | Leandro Díaz       |     |
| 6     | Defensa        | Manuel Granados    |     |
| 23    | Defensa        | Luiryi Erazo       |     |
| 4     | Defensa        | Johan Osorio       |     |
| 14    | Defensa        | Mayker González    |     |
| 8     | Centrocampista | Gerardo Mendoza    | 78' |
| 15    | Centrocampista | Maurice Cova       |     |
| 10    | Centrocampista | Járol Herrera      | 83' |
| 3     | Centrocampista | Carlos Sosa        |     |
| 20    | Delantero      | Irwin Antón        | 69' |
| 18    | Delantero      | Alfredo Padilla    |     |
| D. T. | D. T.          | Horacio Matuszyczk |     |

| 17 | Delantero | José Alí Meza | 55' |
| 14 | Delantero | Pablo Olivera | 67' |
| 3  | Defensa   | Carlos Lujano | 81' |

| 7 | Centrocampista | Argenis Gómez  | 69' |
| 9 | Delantero      | Sergio Álvarez | 78' |
| 5 | Centrocampista | Raul Vallona   | 83' |

| 75' | Jorge Rojas (p) | 1:0 |

| 17' · 54' · 64' · 90+4' | Carlos Cermeño Wilker Ángel Gerzon Chacón Carlos Lujano |

| 23' · 45' · 73' · 75' · 86' | Irwin Antón Mayker González Luiryi Erazo Gerardo Mendoza Manuel Granados |

| Principal  | José Argote    |
| Asistentes | Jorge Urrego   |
|            | Elbis Gómez    |
| Cuarto     | Marcos Suárez  |
| Quinto     | Ángel Sandoval |

| 30    | Guardameta     | Alan Liebeskind |     |
| 18    | Defensa        | Gerzon Chacón   |     |
| 4     | Defensa        | Wilker Ángel    |     |
| 19    | Defensa        | Javier López    |     |
| 21    | Defensa        | Yúber Mosquera  |     |
| 6     | Centrocampista | Ágnel Flores    | 55' |
| 24    | Centrocampista | Carlos Cermeño  |     |
| 10    | Centrocampista | Yohandry Orozco | 81' |
| 11    | Centrocampista | César González  |     |
| 16    | Centrocampista | Jorge Rojas     |     |
| 9     | Delantero      | Gelmin Rivas    | 67' |
| D. T. | D. T.          | Daniel Farías   |     |

| 12    | Guardameta     | Leandro Díaz       |     |
| 6     | Defensa        | Manuel Granados    |     |
| 23    | Defensa        | Luiryi Erazo       |     |
| 4     | Defensa        | Johan Osorio       |     |
| 14    | Defensa        | Mayker González    |     |
| 8     | Centrocampista | Gerardo Mendoza    | 78' |
| 15    | Centrocampista | Maurice Cova       |     |
| 10    | Centrocampista | Járol Herrera      | 83' |
| 3     | Centrocampista | Carlos Sosa        |     |
| 20    | Delantero      | Irwin Antón        | 69' |
| 18    | Delantero      | Alfredo Padilla    |     |
| D. T. | D. T.          | Horacio Matuszyczk |     |

| 17 | Delantero | José Alí Meza | 55' |
| 14 | Delantero | Pablo Olivera | 67' |
| 3  | Defensa   | Carlos Lujano | 81' |

| 7 | Centrocampista | Argenis Gómez  | 69' |
| 9 | Delantero      | Sergio Álvarez | 78' |
| 5 | Centrocampista | Raul Vallona   | 83' |

| 75' | Jorge Rojas (p) | 1:0 |

| 17' · 54' · 64' · 90+4' | Carlos Cermeño Wilker Ángel Gerzon Chacón Carlos Lujano |

| 23' · 45' · 73' · 75' · 86' | Irwin Antón Mayker González Luiryi Erazo Gerardo Mendoza Manuel Granados |

| Principal  | José Argote    |
| Asistentes | Jorge Urrego   |
|            | Elbis Gómez    |
| Cuarto     | Marcos Suárez  |
| Quinto     | Ángel Sandoval |

| Campeón                     |
| Deportivo Táchira 8º título |

## Asistencias a los estadios
La tabla siguiente muestra la cantidad de espectadores que acumuló cada equipo en sus respectivos partidos. Solo cuentan como Partidos Jugados Aquellos donde hay asistencia de público, Los Partidos a Puerta Cerrada no cuentan.
| Pos. | Equipos               | PJ  | As.       | Prom. |
| ---- | --------------------- | --- | --------- | ----- |
| 1.   | Deportivo Táchira***  | 15  | 175773    | 11718 |
| 2.   | Caracas FC            | 17  | 124682    | 7334  |
| 3.   | Tucanes de Amazonas   | 18  | 96189     | 5443  |
| 4.   | Mineros de Guayana    | 19  | 87166     | 4587  |
| 5.   | Zulia FC              | 17  | 66916     | 3936  |
| 6.   | Carabobo FC           | 19  | 67269     | 3540  |
| 7.   | Portuguesa FC**       | 15  | 60821     | 4054  |
| 8.   | Zamora FC             | 18  | 64640     | 3591  |
| 9.   | Estudiantes de Mérida | 18  | 55025     | 3056  |
| 10.  | Deportivo Anzoátegui  | 17  | 46327     | 2725  |
| 11.  | Trujillanos FC        | 18  | 54234     | 3013  |
| 12.  | Aragua FC             | 18  | 42718     | 2373  |
| 13.  | Llaneros de Guanare   | 17  | 31369     | 1845  |
| 14.  | Deportivo Lara        | 19  | 31631     | 1664  |
| 15.  | Atlético Venezuela    | 18  | 22905     | 1272  |
| 16.  | Deportivo La Guaira   | 17  | 14711     | 865   |
| 17.  | Metropolitanos FC     | 17  | 13394     | 788   |
| 18.  | Deportivo Petare****  | 13  | 9819      | 755   |
| .    | Total                 | 310 | 1.065.589 | 3.437 |

- 1 partido a Puerta Cerrada *
- Zamora FC No declaró asistencia del partido de Primera Fase de la Serie Pre-Sudamericana por lo tanto se le descuenta 1 partido.

## Goleadores
| #   | Jugador       | Equipo               | Goles |
| --- | ------------- | -------------------- | ----- |
| 1.º | Edwin Aguilar | Deportivo Anzoátegui | 23    |
| 2.º | Gelmin Rivas  | Deportivo Táchira    | 20    |
| 3.º | Edder Farías  | Caracas FC           | 17    |

## Características
-Tomando en cuenta las fusiones y cambios de nombre, un total de 78 equipos[actualizar] han sido participantes de la Primera División de Venezuela, en al menos una de las 59 temporadas que se han jugado, entre 1957 y 2015, del fútbol de Venezuela.